# Sigfredo Ariel
Sigfredo Ariel Pérez-Guedes (Santa Clara, 31 de octubre de 1962-La Habana, 26 de julio de 2020) fue un escritor cubano. Trabajó en la imprenta del Ministerio de Cultura y en diversas estaciones de radio y televisión de Cuba. Premio David en Poesía en 1986 con Algunos pocos conocidos. Cursó estudios en el Instituto Nacional de Arte.

## Biografía
Fue autor de Los peces & la vida tropical, El cielo imaginario, El enorme verano, Las primera itálicas, Hotel Central, Manos de obra (Premio Nicolás Guillén, 2002), Escrito en Playa Amarilla, Born in Santa Clara y "Objeto social", entre otros libros de poesía. 
Son antologías de su obra: "La luz, bróder, la luz" (La Habana, 2010), "El arte perdido de la conversación" (Monte Ávila, Caracas, 2010) y "Ahora mismo un puente" (Madrid, 2011).
Poemas suyos han sido traducidos a varios idiomas y aparecen en muestras y antologías de la poesía cubana contemporánea. 
Recibió en dos oportunidades el Premio Nacional de Poesía de Cuba "Julián del Casal" (1997-2004) y el Premio Nacional de la Crítica (2002-2006). 
Fue asesor musical de la película Buena Vista Social Club, de Wim Wenders (1998). Ha colaborado con numerosos directores y guionistas de cine. Produjo discos de música tradicional y popular cubanas para diversas firmas. 
Recibió en seis oportunidades el premio Cubadisco por notas especializadas. Por más de veinte años escribió, produjo y dirigió programas de radio. Escribió libretos para espacios dramatizados de televisión (creó el programa televisivo "La hora de las brujas" -1990-1994-) y guiones para numerosos espectáculos musicales.
Fue guionista de la película de largometraje "Miradas", de Enrique Álvarez (2000), Premio de Guion del Festival de Nuevo Cine Latinoamericano de La Habana. Dirigió la Revista de Música Cubana de la Unión de Escritores y Artistas de Cuba (2007-2008). Dibujos y diseños suyos han ilustrado libros y revistas, portadas de discos, películas, y carteles.
Falleció el 26 de julio de 2020 en La Habana debido a un cáncer.